# قلعة مريجب
 قلعة المريجب  في مدينة العين واحد أقدم قلاعها فقد تم بناؤها عام 1816م في أواخر عهد الشيخ شخبوط بن ذياب في شمال شرق القطارة (30) ، وهي ليست قلعة بل مجموعة معمارية تتكون من قلعة وبرجين منفصلين، فهي إذًا بمنزلة ثلاثة قلاع وليست قلعة واحدة، أما البرجان المنفصلان فأحدهما أسطواني ويقع في الجزء الجنوبي الشرقي، وهو برج مخصص للدفاع والمراقبة، لذلك هو مزود بفتحات للمزاغل والرمي، ومعد للأغراض العسكرية، أما البرج الآخر فهو مربع الشكل ويقع في الناحية الشمالية الغربية،  ويرجح أنه كان يستخدم لغرض السكن والإقامة أو مقرا إداريا، وقد تم بناء القلعة على مساحة 170 متراً مربعاً وبارتفاع أكثر من 11 متراً وهي مكونة من طابقين. يعود سبب تسمية القلعة إلى اللهجة المحلية الدارجة التي تستبدل القاف بالجيم، فالأصل في التسمية هي المريقب، أي المراقب، وهو ما يعكس الوظيفة الأساسية للقلعة. إذ أنشئت بغرض المراقبة.    

## قلاع الإمارات
- قائمة قلاع وحصون الإمارات
- قائمة المواقع الأثرية في الإمارات العربية المتحدة